# ميوكي ناكاجيما
ميوكي ناكاجيما (باليابانية: 中島みゆき) (23 فبراير 1952، سابورو في اليابان)؛ مغنية، شاعرة غنائية، مقدمة برامج إذاعية، ملحنة، كاتِبة، مغنية مؤلفة وشاعرة يابانية.

## روابط خارجية
- ميوكي ناكاجيما على موقع IMDb (الإنجليزية)
- ميوكي ناكاجيما على موقع ميوزك برينز (الإنجليزية)
- ميوكي ناكاجيما على موقع أول موفي (الإنجليزية)
- ميوكي ناكاجيما على موقع أول ميوزيك (الإنجليزية)
- ميوكي ناكاجيما على موقع ديسكوغز (الإنجليزية)
- ميوكي ناكاجيما على موقع قاعدة بيانات الفيلم (الإنجليزية)
- ميوكي ناكاجيما على موقع ANN person (الإنجليزية)